# 阿拉比 (小說)
〈阿拉比〉（Araby）是《都柏林人》的第三篇作品，是喬伊斯早期現實主義小說中的一篇，顯露出喬伊斯在意識流方面的才華。

## 阿拉比
阿拉比是1894年5月14日都柏林曾經舉辦過一場名為（大東方節慶）（Grand Oriental Fete）的市集活動，接連舉辦6天，阿拉比代表充滿神秘的東方想像。

## 內容
作品中的“我”是一個天真無邪，正在長大的孩子，其實也是喬伊絲童年的經歷，他住在“里奇蒙北街”的死巷裏。處於青春期的他，對愛情開始有了朦朧的感覺，他喜歡上鄰居「曼庚的姊姊」，卻不知道如何“向她表白我那神魂顛倒的思慕之情”。
有一天女孩告訴他“阿拉比”集市是個好去處，但她又說，“她不能去，因為那個星期她的教會有一個靜修活動。”男孩渴望在阿拉比集市為“曼庚的姊姊”買件禮物。當星期六終於來到時，早先答應給他錢的叔叔卻遲遲還沒下班。隨後又因火車耽誤了時間。最後，他花了一先令，好不容易進了集市，此刻，大廳裏已是一片昏暗，大多數的攤位都收攤了，他走到一個攤子前，挑著看一些瓷器花瓶和一些燒有花朵圖案的茶具。一位小姐和兩位年輕人正在談天說笑，小姐問他要買什麼？他回答「沒有，謝謝你。」小姐又回去和那兩位年輕人聊天。
不久集市將要熄燈，大廳的上半部現在已經完全暗了下來。他覺得自己像一隻被虛榮心驅使與嘲弄的可憐蟲，他感到了深深的痛苦。（"Gazing up into the darkness I saw myself as a creature driven and derided by vanity; and my eyes burned with anguish and anger."）

## 外部連結
- 论《阿拉比》的写作手法 （页面存档备份，存于）
- 阿拉比譯文[永久]